# Lützen
Lützen je městem v zemském okrese Burgenland v německé spolkové zemi Sasko-Anhaltsko, po komunální reformě v roce 2005 je správním centrem tzv. správního společenství Lützen-Wiesengrund. Město se proslavilo především díky bitvě u Lützenu během třicetileté války, v níž padl švédský král Gustav Adolf.

## Historie

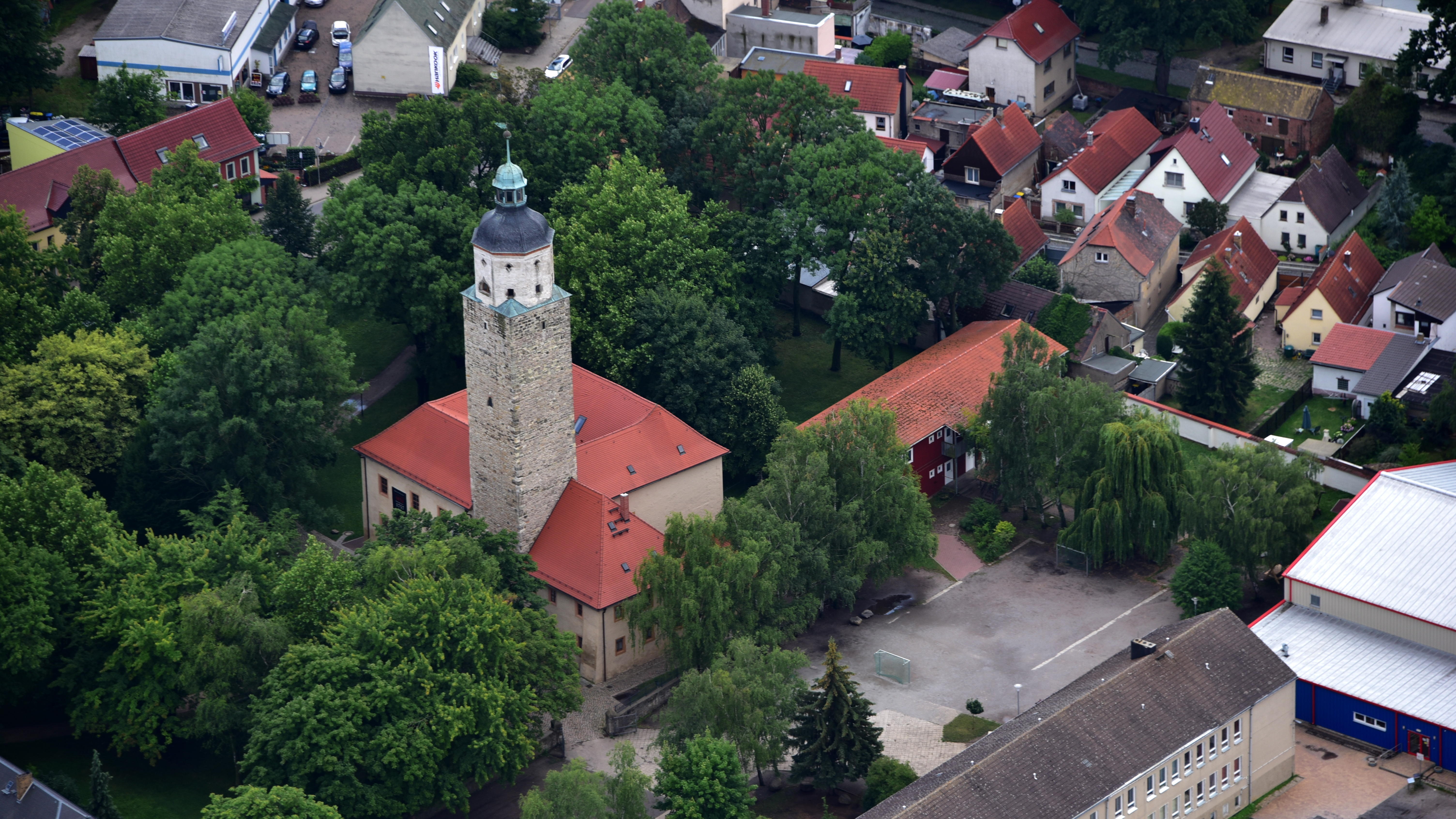
Zámek

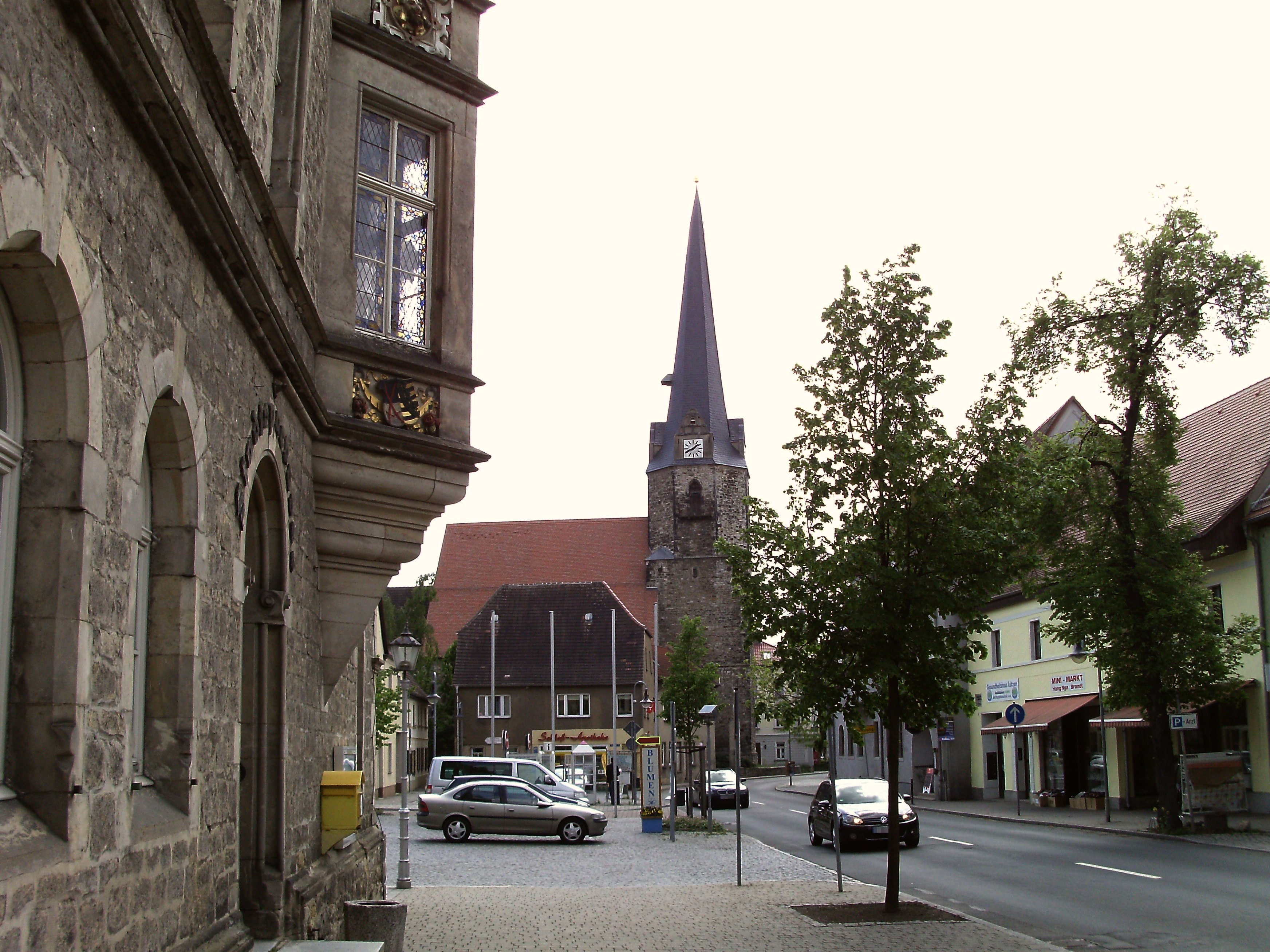
Městský kostel sv. Víta

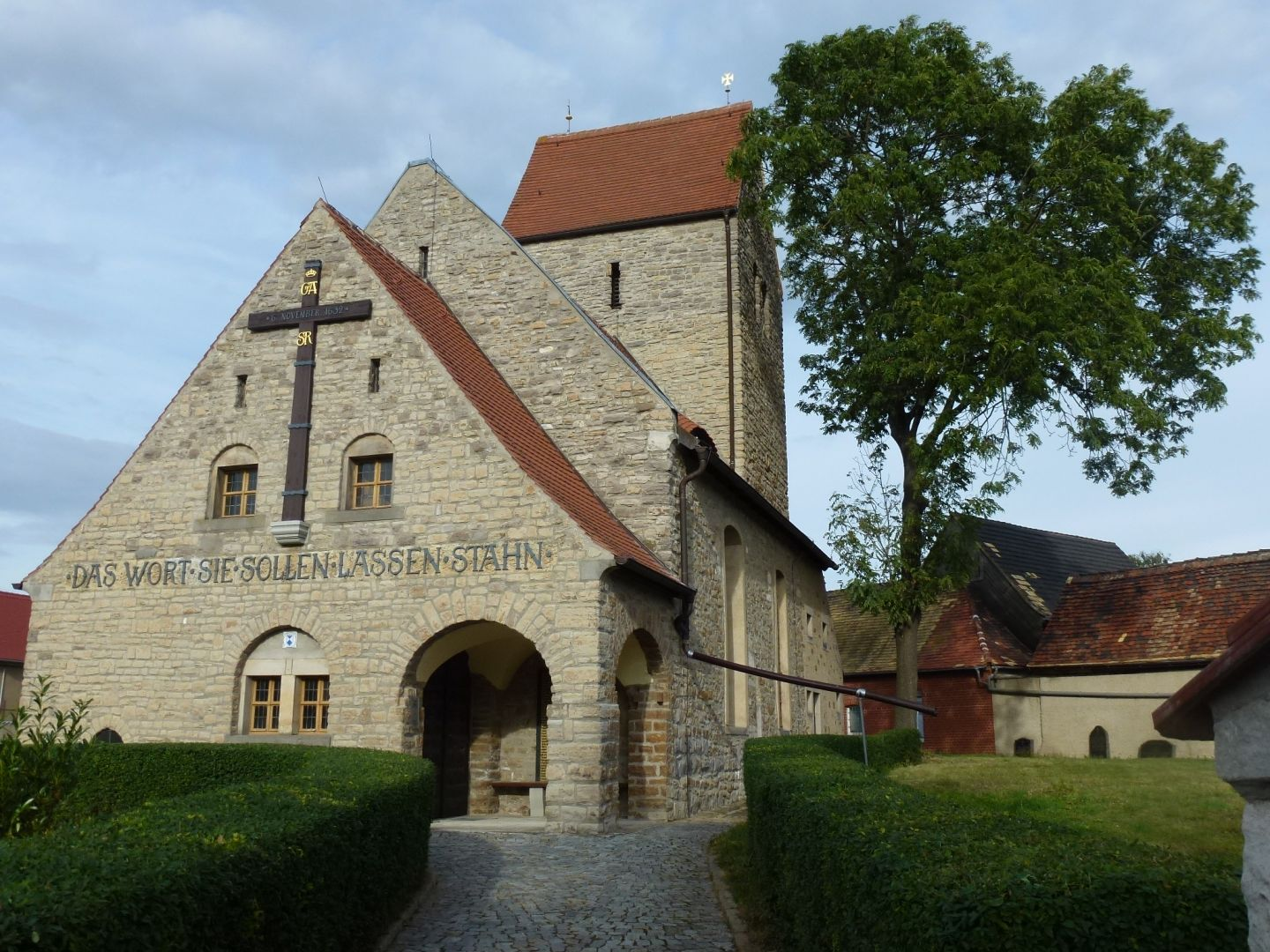
Kostel – památník Gustava Adolfa, Meuchen

Zemědělská a tržní osada Lützen měla od středověku hrad s hranolovou věží a vodním příkopem, chránící toto strategicky důležité území, a přebudovaný na renesanční zámek s arkádovým dvorem. Stavba s úpravami ze 17.–19. století se dochovala dodnes a je sídlem městského a regionálního muzea. V roce 1583 postihla město epidemie encefalitidy, následovaná v roce 1586 epidemií moru, při nichž vymřela velká část obyvatelstva. Z šíření nákazy byla obviněna "čarodějnice" Ursula. V letech 1621–1623 byla zavedena ražba vlastní stříbrné mince.
Boje Třicetileté války vyvrcholily na jaře roku 1632 bitvou mezi protestanty, vedenými švédským králem Gustavem Adolfem II., a katolickým vojskem císaře Ferdinanda II., vedeným generálem Albrechtem z Valdštejna. Na rozlehlém rovinatém poli západně od města se odehrála krvavá bitva, v níž padl nejen švédský král, ale také několik stovek vojáků. Jejich společné hroby a další hmotné nálezy z této bitvy byly v letech 2006–2011 prozkoumány systematickým archeologickým výzkumem za účasti českých archeologů, vedených Václavem Matouškem a s využitím přístrojové techniky včetně detektorů kovů. Na tomto základě byla bitva zrekonstruována a její průběh dokumentován v muzeu. Tam je vystaven jednak model bitvy s třinácti tisíci figurkami (cínových vojáčků), dále animace průzkumu, a několik tisíc archeologických nálezů.
Druhou bitvu zde 2. května 1813 svedl Napoleon Bonaparte v čele francouzského vojska proti pruské armádě, na cestě do Lipska. Demonstrativně přespal v pamětní kapli krále Gustava Adolfa, zbudované na místě jeho smrti.

## Památky
- Zámek s muzeem
- Kostel sv. Víta – v jádře románská stavba ze 13.– století, přestavěná a vysvěcená roku 1513
- Kostel v obci Meuchen – románsko-gotická stavba proměněná roku 1912 v památník krále Gustava II. Adolfa
- Radnice – novorenesanční stavba z let 1884–1885
- Minizoo – 42 hektarový pozemek s koňmi, osly, a jinými domácími i divokými zvířaty a ptactvem

## Osobnosti města
- Friedrich Nietzsche (1844 – 1900), filosof a klasický filolog
- Johann Gottfried Seume – německý básník